# Auf der First bei Fusenich
Das Naturschutzgebiet Auf der First bei Fusenich liegt im Landkreis Trier-Saarburg in Rheinland-Pfalz und dort in den Gemarkungen Mesenich (Ortsteil der Ortsgemeinde Langsur), Fusenich (Ortsteil der Ortsgemeinde Trierweiler) und Liersberg (Ortsteil der Ortsgemeinde Igel).
Das Gebiet erstreckt sich südwestlich von Fusenich. Westlich des Gebietes verläuft die Landesstraße L 43, nordwestlich fließt der Stegbach, ein linker Zufluss der Sauer, und unweit südöstlich verläuft die A 64.

## Bedeutung
Das rund 55 ha große Gebiet wurde im Jahr 1996 unter der Kennung 7235-087 unter Naturschutz gestellt. Es umfasst artenreiche Kalkmagerrasen im Südteil des Bitburger Gutlands. Schutzzweck ist die Erhaltung und Entwicklung dieses Gebietes.